# 아베 마사토

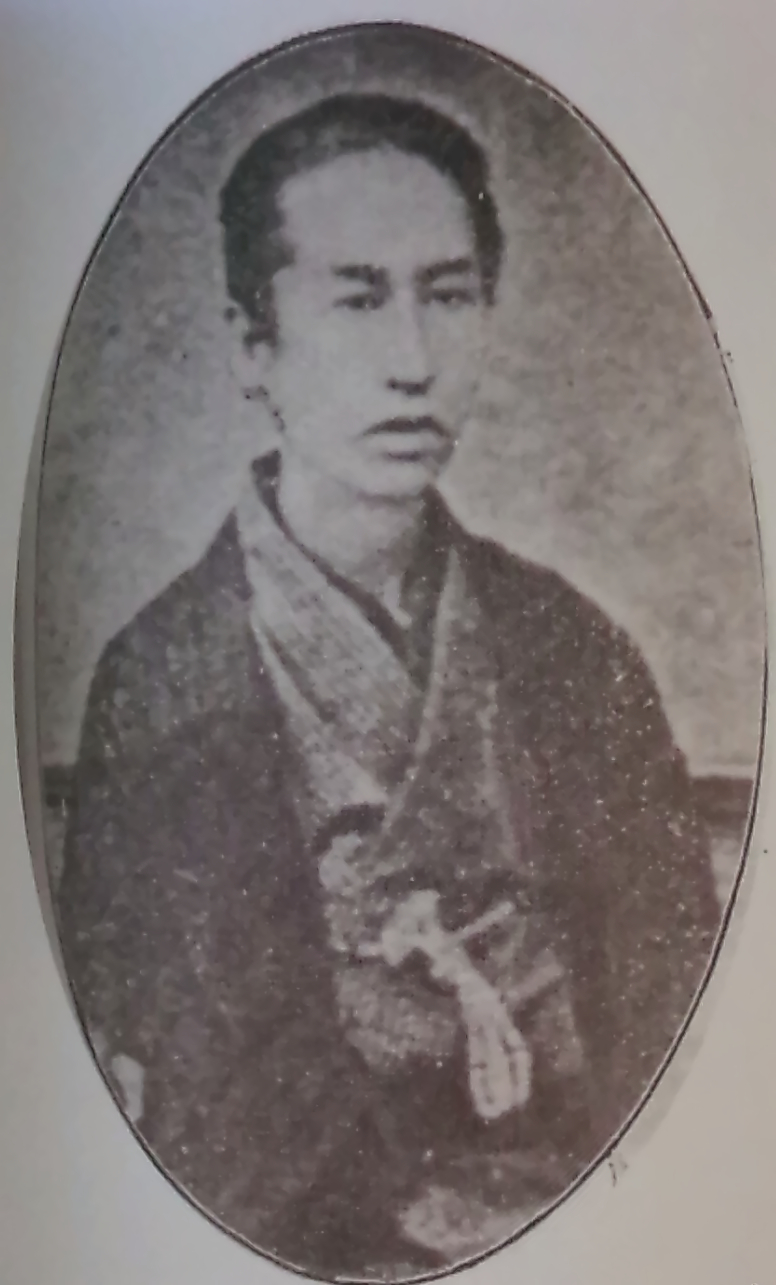
아베 마사토

아베 마사토(일본어: 阿部正外, 1828년 2월 15일 ~ 1887년 4월 20일)는 일본 에도 시대의 하타모토, 다이묘, 로주이다. 구메사쿠(粂作), 조키치로(長吉郎), 효고(兵庫) 등으로도 불렸다. 관위는 종4위하, 에치젠노카미, 분고노카미, 시종이다.

## 출신
하타모토 3천 석인 아베 쇼조(阿部正蔵)의 셋째 아들로 에도에서 태어났다. 1848년, 아버지의 뒤를 이어 하타모토직을 계승하였다. 1861년 음력 11월 11일, 가나가와부교가 되었고, 1862년 음력 윤8월 4일에는 가이코쿠부교에 임명되었으며, 이듬해인 1863년 음력 4월 23일, 남마치부교를 역임하였다. 1864년 음력 3월 4일, 막부의 명에 따라 시라카와번 10만 석 영지를 상속받았으며, 3개월 뒤인 음력 6월 22일, 지샤부교에 임명되었다가, 곧 면직되고 24일에 로주로 취임하였다.

## 활동
1865년, 조정으로부터 쇼군 도쿠가와 이에모치의 재상락과 양이 결행 요청이 내려졌을 때, 교토의 양이파 귀족과 낭인들을 견제하기 위해 음력 2월 5일, 마쓰다이라 무네히데와 함께 4천 명의 병력을 이끌고 상락하여 조정과의 교섭에 나섰다. 교섭 이후 조정측의 요청에 따라 이에모치는 다시 교토로 향했고, 이때 마사토도 이에모치를 수행하였다. 그리고 오사카로 내려가 음력 9월 23일, 마쓰마에 다카히로와 함께 영국, 프랑스, 네덜란드 3국이 요청한 효고 항 개항과 오사카 시장 개방을 둘러싼 교섭을 개시했다. 3국이 개항에 관하여 신속한 답변이 나오지 않으면 막부와의 교섭을 그만두고 천황과 직접 협상하겠다는 주장을 펴자, 마사토와 다카히로 두 로주는 이틀 뒤, 칙허가 없는 상태였지만 개항을 허가하기로 결정하였다. 이튿날, 오사카성으로 온 히토쓰바시 요시노부는 칙허 없이 조약을 체결함은 불가하다고 주장하였지만, 두 로주는 외국들이 막부를 넘어 조정과 직접 교섭을 하기 시작하면 막부는 붕괴할 것이라며 주장을 굽히지 않았다.

## 결말
결국 조정은 칙허 없이 함부로 개항 허가를 내린 마사토와 다카히로를 문책하고, 두 사람의 관위와 영지를 박탈할 것을 명하였고, 이에모치는 두 사람을 로주 직에서 제외하였다. 1866년, 마사토는 은퇴, 칩거 명령을 받았고, 영지 4만 석이 삭감되었다. 장남 마사키요가 그 뒤를 이었으며, 마사토는 1887년, 60세의 나이로 사망하였다.
| 전임 사사키 아키노부 | 에도 북정봉행 1863년 ~ 1864년 | 후임 스즈키 미네테루 |

| 전임 아베 마사히사 | 제7대 시라카와번 번주 (아베 가문) 1864년 ~ 1866년 | 후임 아베 마사키요 |